# 超越善恶2
《超越善恶2》，是仍未确定发售日期的动作冒险游戏，由育碧蒙彼利埃开发，并由育碧发行。该游戏是2003年同系列作品《超越善恶》的续作。游戏的舞台位于行星系“System 3”中，作为星际殖民地枢纽以及24世纪的贸易中心，玩家将以太空海盗的身份在行星间争夺有限的资源，并领略为生存斗争而不断进化的复杂物种情况以及来自旧时代地球的多样文化。育碧在E3 2017正式公布这款游戏和最新的宣传短片。

## 开发历史
《超越善恶》在2003年发售后获得了业界好评的同时却获得了商业上的失败，虽然游戏总监米歇尔·安西尔谈及本作的背景观是一个极其巨大的宇宙，一部游戏难以讲完其所撰写的故事，他原计划《超越善恶》会是一个三部曲的系列。不过由于销售成绩的低迷使得育碧没有同意继续开发续作的计划。在这之后，总有关于《超越善恶》续作的传闻出现。直到2016年10月，安尔西在自己的社交媒体上透露有关作品的信息，稍后育碧也确认《超越善恶2》正在开发中。在2017年E3游戏展的展前发布会上，育碧正式公布了本作的首支CG预告。同时本作将会作为《超越善恶》的前传故事。
《超越善恶2》由育碧蒙彼利埃担任主要开发工作室，并在次年E3游戏展期间宣布育碧巴塞罗那、育碧波尔多、育碧索非亚以及育碧蓝色字节担任协助开发。本作由育碧蒙彼利埃自研游戏引擎“旅行者引擎”开发。虽然没有官方确认本作的发售平台，但根据官方社群“太空猴子計畫”所披露的信息，本作将登陆Windows、PlayStaion 4和Xbox One平台，稍后安尔西告知媒体本作还将计划登陆更多的游戏平台。
2020年9月18日，本作的总监米歇尔·安西尔突然宣布自己将离开育碧及电子游戏业，将着眼于绿色事业和动物保护。随后有法国媒体爆料安西尔的辞职是他受到了育碧的内部调查，原因是《超越善恶2》的制作困境。游戏自2010年起就开始了制作，但是根据线人提供的信息，由于在安西尔的领导下游戏的制作有过多次推倒重来，使得游戏开发进度严重受阻，而其多次辱骂开发组成员，也使得在蒙彼利埃的员工向育碧高层反应情况，但是由于安西尔和育碧CEO伊夫·吉勒莫特的紧密关系，这些事情没有浮现到公众视野中；直到2020年夏天在育碧内部开始的有关性骚扰和职场风气的内部调查，使得安西尔最终辞职离开。